# Cyprinodon inmemoriam
Cyprinodon inmemoriam era una especie de peces hoy extinta,  de la familia de los ciprinodóntidos en el orden de los ciprinodontiformes.

## Morfología
Los machos pueden alcanzar los 7,5 cm de longitud total.

## Distribución geográfica
Habitaba un reducido manantial, hoy seco, de unos pocos metros, en una localidad de Nuevo León, México. Denominada Charco Azul.